# Ezzatolláh Akbárí
Ezzatolláh Akbárí Zarinkaláí (* 20. srpna 1992 Mázandarán) je íránský zápasník-volnostylař.

## Sportovní kariéra
Zápasení se věnoval od 9 let. Připravuje se v Sárí v klubu Ariobarzan pod vedením Mehdírezy Kalantarího. V íránské volnostylařské reprezentaci se prosadil v roce 2013 ve váze do 74 kg, když nahrazoval zraněného Sádega Gúdarzího. V říjnu 2015 si v přípravě na olympijskou sezonu 2016 zlomil dva krční obratle a přišel o start na olympijských hrách v Riu v roce 2016. Na žíněnku se vrátil po dlouhé rekonvalescenci v závěru roku 2017. Od roku 2018 startuje v neolympijské váze do 79 kg.

## Výsledky
| Turnaj            | 2013 | 2014 | 2015 | 2016 | 2017 | 2018 |
| Turnaj            | 21   | 22   | 23   | 24   | 25   | 26   |
| Turnaj            | -74  | -74  | -74  | -74  | -86  | -79  |
| ----------------- | ---- | ---- | ---- | ---- | ---- | ---- |
| Olympijské hry    |      |      |      | —    |      |      |
| Mistrovství světa | 2.   | —    | —    |      | —    | 5.   |
| Asijské hry       |      | 2.   |      |      |      | —    |
| Mistrovství Asie  | —    | —    | —    | —    | —    | 1.   |